# Kościół św. Michała Archanioła w Broniszewicach
Kościół św. Michała Archanioła – katolicki kościół parafialny z 1896 roku, zlokalizowany w Broniszewicach w powiecie pleszewskim.

## Historia
Pierwszy średniowieczny kościół w Broniszewicach, zapewne drewniany, nosił wezwanie św. Michała Archanioła i św. Bartłomieja Apostoła. Kolejna świątynia, również drewniana, spłonęła w połowie XVIII wieku. Z tego kościoła zachowały sięː barokowy krucyfiks i pacyfikał z XVIII wieku. Trzeci drewniany kościół powstał w 1780 roku. Rozebrano go pod koniec XIX wieku. Obecna świątynia jest z 1896 roku.

## Architektura
Obecny kościół utrzymany został w stylu neogotyckim. Świątynia jest jednonawowa z prezbiterium zamkniętym wielobocznie. Do kościoła przylegają przedsionek i zakrystia. Zewnętrzne ściany zdobiąː dookolny fryz ceglany i blendy z trójdzielnymi oknami.